# Ernst Klatte
Ernst Friedrich Carl Christian Klatte (* 18. Juni 1774 in Breslau; † 1. Dezember 1835 in Bonn) war ein preußischer Kavallerist und Schriftsteller zur Hippologie.

## Leben
Klatte war nachweislich ab 1802 Stallmeister bei mehreren preußischen Regimentern, erst beim Dragonerregiment Nr. 2 „von Prittwitz“, ab 1803 beim Husarenregiment Nr. 6 „von der Oye“. Nach der Schlacht bei Jena und Auerstedt trat er aus dem Regiment aus. 1810 erhielt er Anstellung als Stallmeister in Wien beim Fürsten Esterházy, welche er wieder verließ, um ab 1815 als Offizier im Train der preußischen Kavallerie am Ende der Befreiungskriege teilzunehmen. Nach Kriegsende wurde er Lehrer beim Kavallerie-Lehr-Eskadron im Rang eines Premierleutnants. Aus unbekannten Gründen endete diese Karriere abrupt, und Klatte wurde als Stallmeister der neugegründeten Friedrich-Wilhelms-Universität nach Bonn versetzt, wo er als gut situierter Herr 1837 starb.
Bereits 1798 erschien Klattes erste Schrift zur Pferdehaltung, Heniastik, oder die Kunst Pferde zu zäumen, der zahlreiche weitere folgten, die Klatte zu einem der angesehensten Hippologen im deutschsprachigen Raum machten. Er erfand verschiedene neue Dressurinstrumente und widmete sich auch der Psychologie der Pferde. Als einer der ersten soll er die Einführung von Prüfungen in der Pferdezucht gefordert haben. Außerdem war er Übersetzer und Herausgeber des 1777 entstandenen Werks La science et l’art de l’équitation … des Franzosen Louis-Charles Mercier Dupaty de Clam.
Er war vermählt mit Antonie geb. von Heydebrand († 8. September 1838 in Berlin). Sein Sohn Maximilian Eugen von Klatte wurde am 27. Dezember 1824 in Berlin geboren.

## Werke
- Heniastik oder die Kunst difficile Pferde zu zäumen. Breslau 1802.
- Über die Pferdezucht in Schlesien und ihre Verbesserung. Züllich 1805.
- Taschenbuch für Freunde der Reitkunst. Breslau 1807.
- Aphorismen über die Pferdezucht. Pesth 1814.
- Sammlung der vorzüglichsten Schriften über die höhere Pferdekunde und Reitkunst. Berlin 1817.
- Die Zäumungskunde. Berlin 1819.
- Der Hauspferdearzt. Berlin 1819.
- Katechismus der Pferdeerhaltungskunde. Leipzig 1826.
- Reiterkatechismus. Leipzig 1826.
- Die von mir erfundene Pferdedressurmaschine. Berlin 1827.
- Ueber die von Balassa erfundene neue psychologische Methode, schlagböse Pferde abzurichten. Berlin 1828.
- Die Schnell-Dressur des Remonte-Pferdes. Berlin 1829, Nachdruck Hildesheim (Olms) 1997, ISBN 978-3-487-08387-2.
- Louis-Charles Mercier Dupaty de Clam: Theorie und Praktik der höheren Reitkunst nach der Natur, der Anatomie, der Mechanik, der Geometrie und der Physik dargestellt. Frei nach dem Französischen übersetzt, verbessert und mit Anmerkungen erläutert von Klatte. Berlin 1826, Nachdruck Hildesheim (Olms) 1987, ISBN 978-3-487-08282-0.